# Équipe de Belgique de football en 1976
Maillots
Chronologie
Saison précédente Saison suivante
L'équipe de Belgique de football dispute en 1976 les quarts de finale du Championnat d'Europe, éliminée par les Pays-Bas, et entame les qualifications pour la Coupe du monde 1978.

## Objectifs
Organisateurs de la phase finale en 1972 où ils ont décroché la 3e place, les Diables Rouges nourrissent l'ambition de réitérer leur performance et d'atteindre les demi-finales de l'Euro pour la deuxième fois consécutive. Après avoir manqué l'édition 1974, les Belges se doivent ensuite de bien commencer les éliminatoires de la Coupe du monde, lors desquels ils seront une nouvelle fois confrontés à leurs voisins bataves, s'ils veulent faire partie des seize finalistes en Argentine.

## Résumé de la saison
Après ces deux participations encourageantes à des tournois internationaux, la Belgique entame les qualifications pour la Coupe du monde 1974 avec confiance. Les joueurs terminent invaincus sans encaisser le moindre but mais sont toutefois devancés à la différence de buts par les Pays-Bas, avec qui ils ont partagé deux fois (0-0), et sont donc éliminés alors que les Pays-Bas seront finalistes du Mondial. La Belgique confirme ses bonnes performances lors des éliminatoires de l'Euro 1976, en terminant en tête de leur groupe devant la RDA, la France et l'Islande. Ils sont ensuite sèchement battus par les Pays-Bas en quart de finale (5-0) et (1-2). Les Belges sont une nouvelle fois opposés à leurs voisins bataves lors des qualifications pour la Coupe du monde 1978. Le résultat final est identique, les Néerlandais remportant le groupe haut la main.

## Bilan de l'année
L'objectif est manqué, les Belges sont humiliés (7-1 sur l'ensemble des deux rencontres) par les Pays-Bas, finalistes de la dernière Coupe du monde, et éliminés de l'Euro. Le début des qualifications pour la Coupe du monde en Argentine est encourageant, deux victoires permettent aux Diables Rouges d'aborder la double confrontation face aux Oranje de façons positive, même si ceux-ci partent largement favoris notamment au vu du récent blâmage.

### Championnat d'Europe 1976

#### Quarts de finale
| Équipe 1        | Résultat | Équipe 2             | Aller | Retour |
| --------------- | -------- | -------------------- | ----- | ------ |
| Tchécoslovaquie | 4 - 2    | Union soviétique     | 2 - 0 | 2 - 2  |
| Pays-Bas        | 7 - 1    | Belgique             | 5 - 0 | 2 - 1  |
| Yougoslavie     | 3 - 1    | Pays de Galles       | 2 - 0 | 1 - 1  |
| Espagne         | 1 - 3    | Allemagne de l'Ouest | 1 - 1 | 0 - 2  |

## Les matchs
| Championnat d'Europe 1976 Quarts de finale                     | Pays-Bas                                                       | 5 - 0   | Belgique | Stade Feijenoord Rotterdam, Pays-Bas         |                                              |
| 25 avril 1976 · 14:30 heure locale · Historique des rencontres | Rijsbergen 17e · Rensenbrink 28e 58e 85e · Neeskens 80e (pen.) | (2 – 0) |          | Spectateurs : 48 706 Arbitrage : Jean Dubach | Spectateurs : 48 706 Arbitrage : Jean Dubach |
| 25 avril 1976 · 14:30 heure locale · Historique des rencontres | Rapport (UEFA) Rapport (RBFA)                                  |         |          | Spectateurs : 48 706 Arbitrage : Jean Dubach | Spectateurs : 48 706 Arbitrage : Jean Dubach |

| Championnat d'Europe 1976 Quarts de finale                   | Belgique                      | 1 - 2   | Pays-Bas             | Stade du Heysel Laeken, Belgique                    |                                                     |
| 22 mai 1976 · 20:00 heure locale · Historique des rencontres | Van Gool 27e                  | (1 – 0) | Rep 62e · Cruyff 78e | Spectateurs : 19 050 Arbitrage : Alberto Michelotti | Spectateurs : 19 050 Arbitrage : Alberto Michelotti |
| 22 mai 1976 · 20:00 heure locale · Historique des rencontres | Rapport (UEFA) Rapport (RBFA) |         |                      | Spectateurs : 19 050 Arbitrage : Alberto Michelotti | Spectateurs : 19 050 Arbitrage : Alberto Michelotti |

| Coupe du monde 1978 Éliminatoires - Groupe 4                      | Islande                | 0 - 1   | Belgique         | Laugardalsvöllur Reykjavik, Islande            |                                                |
| 5 septembre 1976 · 18:15 heure locale · Historique des rencontres |                        | (0 – 0) | Van Der Elst 73e | Spectateurs : 9 580 Arbitrage : John Carpenter | Spectateurs : 9 580 Arbitrage : John Carpenter |
| 5 septembre 1976 · 18:15 heure locale · Historique des rencontres | Rapport (RBFA) Rapport |         |                  | Spectateurs : 9 580 Arbitrage : John Carpenter | Spectateurs : 9 580 Arbitrage : John Carpenter |

| Coupe du monde 1978 Éliminatoires - Groupe 4                      | Belgique                   | 2 - 0   | Irlande du Nord | Stade Maurice Dufrasne Liège, Belgique        |                                               |
| 10 novembre 1976 · 20:00 heure locale · Historique des rencontres | Van Gool 28e · Lambert 53e | (1 – 0) |                 | Spectateurs : 25 081 Arbitrage : Adolf Prokop | Spectateurs : 25 081 Arbitrage : Adolf Prokop |
| 10 novembre 1976 · 20:00 heure locale · Historique des rencontres | Rapport (RBFA) Rapport     |         |                 | Spectateurs : 25 081 Arbitrage : Adolf Prokop | Spectateurs : 25 081 Arbitrage : Adolf Prokop |

Note : Première rencontre officielle entre les deux nations.

## Les joueurs
| Joueurs               | Joueurs              | QCE 1976 | QCE 1976  | QCM 1978 | QCM 1978 |
| --------------------- | -------------------- | -------- | --------- | -------- | -------- |
| Gardiens de but       |                      |          |           |          |          |
| Christian Piot        | Standard de Liège    | 90       | r         | 90       | 90       |
| Jean-Marie Pfaff      | SK Beveren-Waes      | r        | 90        | r        | r        |
| Défenseurs            |                      |          |           |          |          |
| Eric Gerets           | Standard de Liège    | 90       |           | 90       | 90       |
| Gilbert Van Binst     | RSC Anderlechtois    | 90       | 90        |          |          |
| Georges Leekens       | Club Bruges KV       | 90       | r         |          |          |
| Maurice Martens       | RWD Molenbeek        | 90       | 90 49e    | 90       |          |
| Hugo Broos            | RSC Anderlechtois    | r        |           | r        | 90       |
| Bob Dalving           | KSC Lokeren          |          | 90,       |          |          |
| Michel Renquin        | Standard de Liège    |          | 90        | 90       | 90       |
| Marc Millecamps       | KSV Waregem          |          | r         |          |          |
| Erwin Vandendaele     | RSC Anderlechtois    |          |           | 90       | 90       |
| Walter Meeuws         | K Beerschot VAV      |          |           |          | r        |
| Milieux               |                      |          |           |          |          |
| Julien Cools          | Club Bruges KV       | 46e      | 90        | 75e      | 90       |
| Jan Verheyen          | Union Saint-Gilloise | 90       |           |          |          |
| Ludo Coeck            | RSC Anderlechtois    | 90       |           | 90       | 90       |
| René Vandereycken     | Club Bruges KV       | 90       | 90        |          |          |
| Jean Dockx            | RSC Anderlechtois    | r        |           |          |          |
| François Van Der Elst | RSC Anderlechtois    | 46e      | 90        | 90       | 90       |
| René Verheyen         | KSC Lokeren          |          | 90        | 90       | r        |
| Hervé Delesie         | KSV Waregem          |          | 66e , 83e | r        |          |
| Paul Courant          | Club Bruges KV       |          |           | 75e      | 90       |
| Attaquants            |                      |          |           |          |          |
| Roger Van Gool        | Club Bruges KV       | 90       | 66e       |          | 90       |
| Raoul Lambert         | Club Bruges KV       | 81e      |           |          | 90       |
| Jacques Teugels       | RWD Molenbeek        | 81e      | r         | 90       | r        |
| Willy Wellens         | RWD Molenbeek        |          | 90        | 60e      |          |
| Rudy Haleydt          | KSV Waregem          |          |           | 60e ,    |          |
| Jan Ceulemans         | K Lierse SK          |          |           |          | r        |

Un « r » indique un joueur qui était parmi les remplaçants mais qui n'est pas monté au jeu.
1. 1 2 3 4 5 6 7 8  Première sélection officielle pour le joueur.
2. 1 2 3 4 5  Dernière sélection officielle pour le joueur.
3. ↑  Premier but officiel pour le joueur.

## Aspects socio-économiques

### Couverture médiatique
| Jour de diffusion | Match                      | Compétition          | Diffuseur francophone | Diffuseur néerlandophone |
| ----------------- | -------------------------- | -------------------- | --------------------- | ------------------------ |
| 25 avril 1976     | Pays-Bas - Belgique        | Championnat d'Europe | RTB                   | BRT                      |
| 22 mai 1976       | Belgique - Pays-Bas        | Championnat d'Europe | non diffusé           | non diffusé              |
| 5 septembre 1976  | Islande - Belgique         | Coupe du monde       | non diffusé           | non diffusé              |
| 10 novembre 1976  | Belgique - Irlande du Nord | Coupe du monde       | non diffusé           | non diffusé              |

Source : Programme TV dans Gazet van Antwerpen.

## Sources

### Archives
1. ↑  (nl) « Concentra online archief », sur krantenarchief.concentra.be, Mediahuis.